# Женская сборная Великобритании по баскетболу 3×3
Женская сборная Великобритании по баскетболу 3×3 представляет Великобританию на международных соревнованиях по баскетболу 3×3. Управляющим органом является Федерация баскетбола Великобритании (англ. British Basketball).
По состоянию на 9 сентября 2024, женская сборная Великобритании по баскетболу 3×3 занимает 43-е место в мировом рейтинге ФИБА женских сборных по баскетболу 3×3.

## Результаты выступлений
| Турнир                             | Золото | Серебро | Бронза | Всего |
| ---------------------------------- | ------ | ------- | ------ | ----- |
| Чемпионат Европы по баскетболу 3×3 | —      | —       | —      | —     |
| Итого                              | —      | —       | —      | —     |

### Чемпионат Европы по баскетболу 3x3
| Год        | Место          | Игры           | Победы         | Поражения      | Состав команды                                                  |
| ---------- | -------------- | -------------- | -------------- | -------------- | --------------------------------------------------------------- |
| 2014—2019  | не участвовали | не участвовали | не участвовали | не участвовали | не участвовали                                                  |
| Париж 2021 | 10             | 2              | 0              | 2              | Tèmi Fágbénlé, Cheridene Green, Shequila Joseph, Shanice Norton |
| 2022—н. в. | не участвовали | не участвовали | не участвовали | не участвовали | не участвовали                                                  |